# 米什基夫齊
49°51′56″N 25°42′11″E / 49.86556°N 25.70306°E

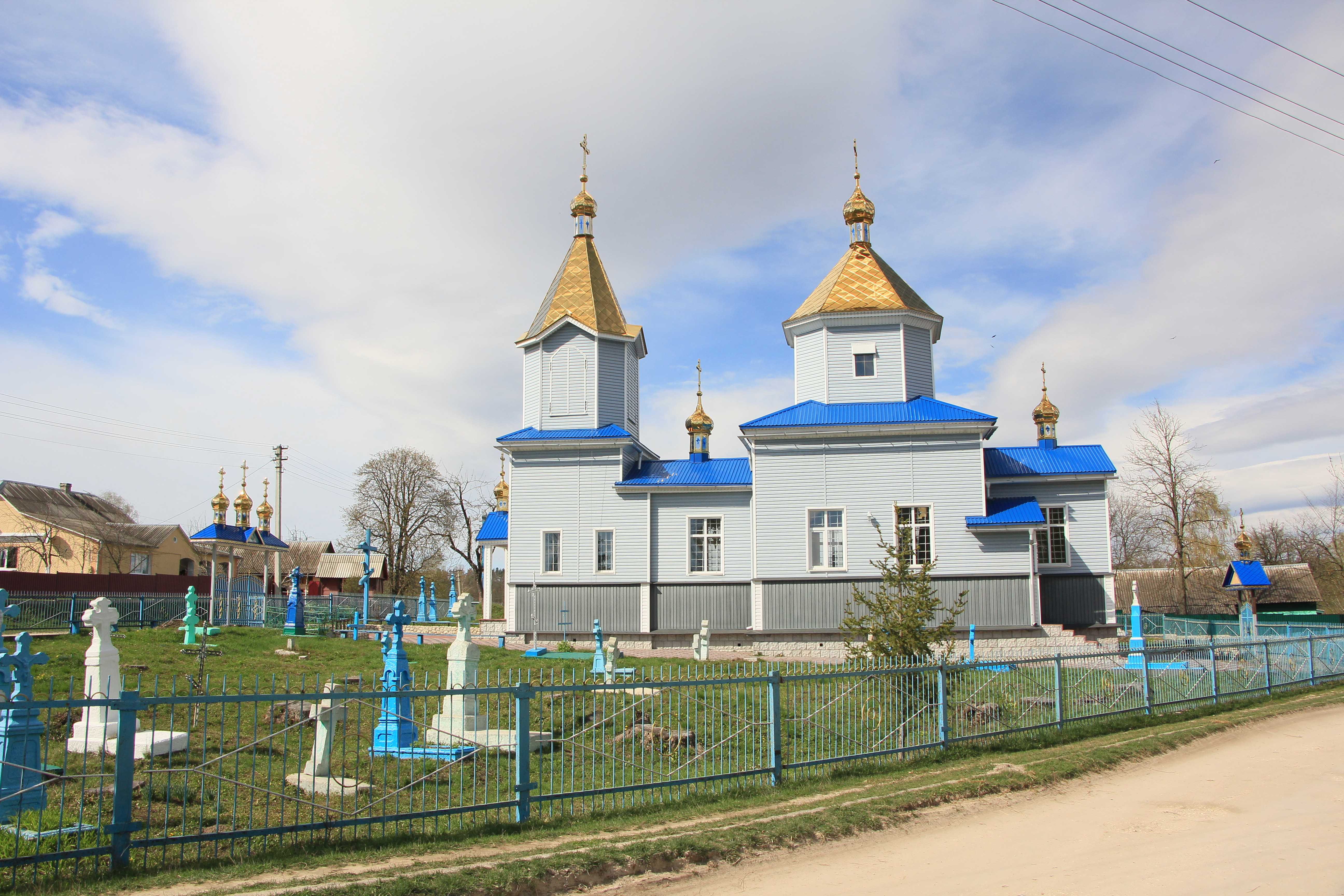

米什基夫齊（烏克蘭語：Мишківці），是烏克蘭的村落，位於該國西部捷爾諾波爾州，由克列梅涅茨區負責管轄，面積1.1平方公里，2001年人口327，人口密度每平方公里3,084.9人。